# Charlie Delahey
Frederick Charles „Charlie“ Delahey, manchmal auch Delahay oder Delahaye (* 19. März 1905 in Pembroke, Ontario; † 17. März 1973 in Muskoka, Ontario) war ein kanadischer Eishockeyspieler. Bei den Olympischen Winterspielen 1928 gewann er als Mitglied der kanadischen Nationalmannschaft die Goldmedaille.

## Karriere
Charlie Delahey begann seine Karriere als Eishockeyspieler bei den Toronto Varsity Grads, mit denen er 1927 den Allan Cup, den kanadischen Amateurmeistertitel, gewann. Im folgenden Jahr vertrat er mit den Varsity Grads Kanada bei den Olympischen Winterspielen. Im Anschluss an das Turnier spielte er in der Quebec Amateur Hockey Association für den Royal Montreal Hockey Club.

### International
Für Kanada nahm Delahey an den Olympischen Winterspielen 1928 in St. Moritz teil, bei denen er mit seiner Mannschaft die Goldmedaille gewann.

## Erfolge und Auszeichnungen
- 1927 Allan-Cup-Gewinn mit den Toronto Varsity Grads
- 1928 Goldmedaille bei den Olympischen Winterspielen